# Żabi Król (powieść)
Żabi Król (ang. The Frog King. A Love Story) – powieść obyczajowa amerykańskiego pisarza Adama Daviesa, wydana w 2002 roku.

## Fabuła
Powieść opisuje perypetie Harry'ego Driscolla, raczej biednego asystenta redaktora, zakochanego w koleżance z pracy, Evie Goddard. Kocha ją wielką i szczerą miłością, objawia to m.in. dbając o nią, gdy ta ma bardzo bolesne napady endometriozy, nazywanej przez nich endo. Mimo to, nie potrafi przestać ją zdradzać, nie umie też wyznać swoich uczuć do niej. Dodatkowo jest cyniczny i arogancki. Krytykuje wszystkie powieści, które są zbyt popularne (np. Love Story), i wszystkich autorów, którzy osiągają sukces, bez żadnych argumentów. Wraz z narastającymi kłopotami w jego związku, pogłębiają się problemy w pracy – gubi tekst, który miał opracować. Zresztą pracy od dawna nie traktuje poważnie, mimo że z początku był najbardziej obiecującym i pracowitym asystentem w całym wydawnictwie. Harry popada w alkoholizm.
Wreszcie Evie z nim zrywa i sama poświęca się karierze. Osiąga duży sukces, odkrywając talent wśród "żywiołów", czyli tekstów wysyłanych do wydawnictwa bez zamówienia. Awansuje na redaktora wydawnictwa. Zaczyna też się spotykać z Jasonem Drakkarem, autorem powieści, którą wydała. Tymczasem życie Harry'ego legnie w gruzach, wkrótce traci pracę i mieszkanie. Próbuje ratować sytuację, uprawiając seks dla awansu, jednak w finale nie wykorzystuje szansy danej mu przez kochankę. Z depresji ratują go przyjaciele – artystka Keeno, bezdomna dziewczyna Birdie, kolega po fachu Jordie, z którym wkrótce się zaprzyjaźnia. Przede wszystkim jednak, przemyśla swoje dotychczasowe życie. Odwraca się od używek, zaczyna za to uprawiać sport. Traktuje poważnie nową pracę, naprawia kontakty rodzinne. Poznaje też tych artystów, których do tej pory krytykował, łącznie z Jasonem Drakkarem. Wreszcie zabiera się do spełnienia swojego prawdziwego marzenia, czyli napisania powieści.
Harry i Evie nie wracają do siebie. Mimo to, Harry jest zadowolony z życia bardziej niż kiedyś, a to dzięki zmianom, które podjął.
Żabi Król ma w sobie dużo humoru, zawartego głównie w ciętym języku bohaterów, ale też i komizmie sytuacyjnym, w tej powieści prezentowanym np. w przygodach seksualnych z przeszłości Harry'ego i Evie, ich rozrywkach (np. przebieranie się w drogie ciuchy i prześciganie się, kto założy na siebie ciuchy o największej wartości), niekonwencjonalnych sposobach Harry'ego na zarabianie czy jego grach słownych z Jordiem.
Powieść bardzo często odwołuje się do popkultury. Jest też źródłem wielu ciekawych zwrotów używanych w redakcjach amerykańskich.

### Czas i miejsce akcji
Akcja rozgrywa się na początku XXI wieku w Nowym Jorku. Tylko epizodycznie przenosi się do rodzinnych okolic Harry'ego.

### Bohaterowie
- Harold Driscoll – niespełna trzydziestoletni asystent redaktora, pochodzi z zamożnej rodziny, jest asystentem college'u. Od zawsze fascynował się językiem (jego hobby jest czytanie słownika) i marzył o karierze w wydawnictwie. Pracę dostał przez upór, wysyłając bez zamówienia artykuły do wydawnictwa tak długo, aż postanowiono go zatrudnić. Z początku był bardzo ambitny, nie tylko przeszukiwał "żywioły", ale nawet wysyłał listy z radami dla autorów. Ma dobry charakter i stara się pomagać ludziom, dopiero wraz z narastającym niezadowoleniem ze swojej pracy i zarobków nabiera charakterystycznego dla niego cynizmu i lekceważenia innych. W czasie powieści mieszka bez płacenia czynszu w mieszkaniu Darrella. Ma problemy z wysypką związaną z jego brakiem higieny, regularnie zdradza swoją dziewczynę Evie, popada w alkoholizm. Całkowicie lekceważy polecenia przełożonego w pracy. Po przeżytym załamaniu, podejmuje pracę sekretarza (odbiera telefony) w sieci restauracji i rozpoczyna pracę nad powieścią autobiograficzną.

- Evie Goddard – asystentka redaktora i koleżanka z pracy Harry'ego. Wychowywała się w rodzinie zastępczej. Po zerwaniu z Harrym, poświęca się pracy. Odkrywa talent Jasona Drakkara i uczestniczy w wydaniu jego powieści, awansuje na redaktora.

- Nadler – dyrektor wydawnictwa, następca Hectora Championa. Pracują u niego Harry i Evie. Chociaż jest surowym przełożonym i utrzymuje dystanst w kontaktach z pracownikami, nie jest tak bezwzględny, jak to opisuje nie raz Harry. Daje mu niejedną szansę na poprawienie się w pracy, ostatecznie zostaje zmuszony do wydalenia go.

- Horst – pomocnik Harry'ego w wydawnictwie, miał być przez niego szkolony. Jest pochodzenia niemieckiego. Po wydaleniu Harry'ego z pracy, awansuje na jego stanowisko.

- Jordie – lingwista i kolega Harry'ego, dawniej pracował w wydawnictwie, obecnie zajmuje się pracą nad portalem internetowym. Pod koniec powieści zaprzyjaźnia się z Harrym i załatwia mu pracę przy projekcie portalu.

- Madeleine Tierney – przyjaciółka Evie, pracująca w konkurencyjnym wydawnictwie Horsta. Jest zdecydowaną przeciwniczką związku Evie z Harrym i przyczynia się do ich zerwania.

- Keeno – artystka zajmująca się street-artem, przyjaciółka Harry'ego. Na co dzień prowadzi sklep z rozmaitościami, wspólnie z mężem. Krytykuje Harry'ego dając mu motywację do zmian.

- Paula de Gicqeaux – koleżanka z pracy Harry'ego.

- Slo-Mo – pracownik wydawnictwa Nadlera w średnim wieku, z którego Harry czyni symbol straconej kariery i braku możliwości na awans.

- Darrell – właściciel mieszkania, w którym mieszka Harry. Pracuje jako autor ścieżek dźwiękowych do reklam. Nieustannie grozi swemu współlokatorowi, że go zadźga nożem, jeśli cokolwiek ruszy w domu lub ujawni fakt, że tu nielegalnie mieszka.

- Birdie – bezdomna dziewczynka, którą Harry poznaje w szpitalu, gdy opiekował się jej śmiertelnie chorym bratem Maxem, a matka jej jeszcze nie zostawiła. Jej ojciec nie żyje, chociaż ona nie potrafi pogodzić się z tym faktem. Po odejściu matki mieszkała jakiś czas w przytułku, lecz zrezygnowała z tego i śpi w kartonie na ulicy. Bardzo lubi Harry'ego i zaczepia go za każdym razem, gdy go widzi. Jest dość dojrzała na swój wiek, zarówno względem fizycznym jak i psychicznym. Mimo swej sytuacji, posiada silną psychikę i umie cieszyć się z życia. Podobnie jak Harry, fascynuje się językiem i literaturą.

- Jammers – bezdomny nastolatek, także złodziej i handlarz narkotykami. Wykorzystuje seksualnie bezdomne dziewczyny, próbuje też zgwałcić Birdie.

- Jason Drakkar – autor "żywiołu" Miłość jest drabiną, zawierającą porady dotyczące tego, co trzeba zmienić w swoim życiu, żeby dojrzeć do miłości. Po sukcesie swojej powieści jest przez jakiś czas partnerem Evie, na koniec ze sobą zrywają.

- Judith – kochanka Harry'ego. W zamian za seks ma mu załatwić kontakty, dzięki którym zyska awans. W istocie, zaprasza go na bal u dyrektora ważnego wydawnictwa, lecz ten nie wykorzystuje swojej szansy. Judith zrywa z Harrym, gdy odkrywa jego związek z Evie.

- Rodzice Harry'ego – ojciec Harry'ego jest ważną postacią w swoim mieście. Każdy ma wobec niego zobowiązania, stąd zawsze dostaje od ludzi to, czego chce. Próbuje załatwić w ten sposób pracę synowi (np. jako nauczyciela angielskiego na uczelni), ten jednak odrzuca te oferty, nie chce pomocy rodziców w życiu. Matka ciągle pisze do Harry'ego i namawia go na przyjęcie pracy na uniwersytecie, krytykuje jego życie w Nowym Jorku. Nakłania go też, by porozmawiał ze swoim bratem, z którym utracił kontakt.

- Kurt – brat Harry'ego. W młodości byli ze sobą bardzo zżyci, z czasem ich kontakty się oziębiają. Kurt wpada w uzależnienie od narkotyków, trafia do więzienia. Po wyjściu z niego, buduje swoje życie od nowa. Harry bardzo za nim tęsknił, ale od lat nawet do niego nie napisał. Decyduje się na to pod koniec powieści, wkrótce bracia spotykają się i powoli odbudowują swoją przyjaźń z dzieciństwa.